# Huade
Huade är ett härad som lyder under Ulanqabs stad på prefekturnivå i den autonoma regionen Inre Mongoliet i norra Kina.